# Jarana huasteca
La jarana huasteca, jarana de son huasteco o simplement jarana és un instrument de corda, un cordòfon amb forma de guitarra, amb 5 cordes.
És més petita que la guitarra huapanguera i usualment forma part del conjunt huasteco, juntament amb la huapanguera i el violí, prenent el paper d'acompanyament rítmic. Aquest tipus de guitarra és afinada en intervals de tercera en una escala més alta que la guitarra huapanguera, sent una afinació comuna la de les notes sol, si, re, fa sostingut i la.